# 安慶陽
安 慶陽（あん けいひ、1977年12月7日 ‐ ）は、日本の実業家、経営コンサルタント、著述家、パワープラント代表取締役。
企業家の戦略、人材の能力開発の指導や経営者団体や業界団体などに講演を行ったりするほか、「孔子経営手帳」がヒット商品となり、雑誌プレジデント手帳ランキング1位を獲得した。中国古典の四書五経「論語」や「易経」を元に、会社経営者などに助言・指導を行う。テレビ・ラジオなどでも活動。

## 人物
1977年愛知県春日井市生まれ。関西大学法学部法律学科卒業。法曹を目指すが26歳で転向。大手採用会社でキャリアコンサルティングの実績を積む。当時、中小企業の経営者と話す機会を多く持ったが、多くが「いい人が集まらない」などと、未来を閉ざすような発言を多く耳にし、社会の屋台骨の実態がこれでは日本の未来は暗いと感じた。在職中には起業家の学友の紹介で、村山幸徳と出会い師事。東洋哲学を通して、人と企業のあり方を学ぶ中で、大企業と中小零細企業の違い、中小企業の面白さに気付く。2010年に経営コンサルタントとして独立。コンサルティングの手法は、は帝王学を基礎としながら、孔子の教えに根ざし「脳科学と気学、易学を用いて、クライアントを最適なゴールに導く」もので、占い師ではないとしている。
2013年発行の「孔子経営手帳（気学ビジネス手帳）」を、累計20,000部（9冊）売上げ、雑誌プレジデント手帳ランキング1位を獲得。「社長の家庭教師」の異名を持つ。会社員時代は、人事コンサルタントとして2,500名のキャリア面接を行い、目を通した履歴書の数は50,000を超え、管理職クラス1500人以上の転職支援を行う。また、東洋思想、陰陽五行理論などを用いた独自の帝王学を応用した占略術で、延べ2000名の企業家・起業家の戦略、人材の能力開発の指導を行う。ちなみに"占略"は安自身の造語である。2011年以来、経営者団体や業界団体向けに9年間で159回の公演を全国各地で実施。計6,370名が受講した。政治家、企業家、会社役員などを主な顧客とする。
2017年頃よりは出版に興味。出版社主催の新人発掘コンテストに応募するなどした。2022年2月2日には初の著書となる『必ず結果を創るビジネス帝王学』を刊行。中国古来の占い「九星気学」をベースとして、自分の長所を伸ばし短所を補う方法、他者とのより良い関わり方、結果を創るためにの行動法などを著した「開運×行動学」の書であった。タイの雑誌にも連載を約2年間寄稿していた。

## 略歴
- 1977年 - 愛知県春日井市に生まれる[1]。
- 1996年 - 愛知淑徳高校卒業。
- 2000年 - 関西大学法学部法律学科卒業[1]。
- 2004年 - 人材業界でキャリアコンサルタント兼営業に従事。
- 2010年 - パワープラント企画として独立起業。
- 2013年
  - 株式会社パワープラントへと法人化。
  - 『孔子経営手帳（気学ビジネス手帳）』を刊行。気学手帳とは一線を画したビジネス手帳であったが、累計20,000部（9冊）を売上げ、雑誌プレジデント手帳ランキング1位、Amazon手帳・カレンダー部門NO.1を獲得[1][15][2]。
- 2017年 - 全国講師オーディションに出場、決勝進出。
- 2016年 - 『孔子経営手帳（気学ビジネス手帳）』が雑誌プレジデントのランキングで1位を獲得。
- 2022年
  - 2月2日、『必ず結果を創るビジネス帝王学』（KADOKAWA）刊行[16]。
  - 9月19日 - 2023年版『孔子経営手帳』発行[12]。
- 2023年
  - 9月5日 - 2024年版『孔子経営手帳』発行[17][18]

その他はより
- 2024年
  - 9月26日 - 2025年版『孔子経営手帳』発行[19]。

## 著書・著述
- 『必ず結果を創るビジネス帝王学』（2022年2月2日、KADOKAWA） ISBN 4048971670、ISBN 978-4048971676 [5]
- 『時局』2012年11月号 社長運用塾「孔子の哲学から処世術の習得を目指す」[20]

## メディア出演
- 2020年 - 渋谷クロスFM「帝王学で明日も晴天」（メインMC）[5]
- 2020年5月21日 - テレビ埼玉「あすバナ」[6]
- 2021年 - 鳥越アズーリFM「木曜人生劇場 天地人」（メインMC、菅原智美（2023年5月11日）などが出演。）[1][5][21]
- FM横浜ペイフォワード～社会貢献マニュアル（金曜日5:15-5:45）[7]